# Fussballclub Thun 1898 2012-2013
Questa voce raccoglie le informazioni riguardanti il Fussballclub Thun 1898 nelle competizioni ufficiali della stagione 2012-2013.

## Stagione
Nella stagione 2012-2013 il Thun, allenato da Bernard Challandes, Mauro Lustrinelli e Urs Fischer, concluse il campionato di Super League al 5º posto. In Coppa Svizzera il Thun fu eliminato ai quarti di finale dal Basilea.

## Rosa
| N. |                               | Ruolo | Calciatore           |
| -- | ----------------------------- | ----- | -------------------- |
| 1  | Svizzera (bandiera)           | P     | Guillaume Faivre     |
| 4  | Svizzera (bandiera)           | D     | Michael Siegfried    |
| 5  | Tunisia (bandiera)            | D     | Saïf Ghezal          |
| 6  | Svizzera (bandiera)           | C     | Roland Bättig        |
| 7  | Svizzera (bandiera)           | C     | Luca Zuffi           |
| 8  | Macedonia del Nord (bandiera) | C     | Muhamed Demiri       |
| 9  | Finlandia (bandiera)          | A     | Berat Sadik          |
| 10 | Serbia (bandiera)             | C     | Miloš Krstić         |
| 11 | Svizzera (bandiera)           | C     | Renato Steffen       |
| 14 | Svizzera (bandiera)           | D     | Nicolas Schindelholz |
| 15 | Svizzera (bandiera)           | A     | Marco Schneuwly      |
| 16 | Brasile (bandiera)            | A     | Cássio               |
| 17 | Svizzera (bandiera)           | C     | Dennis Hediger       |
| 21 | Portogallo (bandiera)         | C     | Nelson Ferreira      |
| 22 | Svizzera (bandiera)           | P     | David Moser          |

| N. |                               | Ruolo | Calciatore       |
| -- | ----------------------------- | ----- | ---------------- |
| 24 | Croazia (bandiera)            | D     | Stipe Matić      |
| 25 | Svizzera (bandiera)           | D     | Kevin Bigler     |
| 26 | Svizzera (bandiera)           | D     | Thomas Reinmann  |
| 27 | Svizzera (bandiera)           | D     | Enrico Schirinzi |
| 28 | Svizzera (bandiera)           | C     | Andreas Wittwer  |
| 29 | Svizzera (bandiera)           | C     | Sandro Mensah    |
| 30 | Macedonia del Nord (bandiera) | D     | Gentjan Zuta     |
| 30 | Svizzera (bandiera)           | C     | Mirson Volina    |
| 30 | Montenegro (bandiera)         | A     | Dino Rebronja    |
| 31 | Svizzera (bandiera)           | C     | David Frey       |
| 32 | Francia (bandiera)            | C     | Mathieu Salamand |
| 33 | Svizzera (bandiera)           | D     | Benjamin Lüthi   |
| 34 | Svizzera (bandiera)           | C     | Cyrill Gasser    |
| 34 | Svizzera (bandiera)           | A     | Ardit Zenuni     |

## Organigramma societario
Area tecnica
- Allenatore: Urs Fischer
- Allenatore in seconda: Mauro Lustrinelli
- Preparatore dei portieri: Patrick Bettoni
- Preparatori atletici:

## Calciomercato

### Sessione estiva
| Acquisti | Acquisti         | Acquisti   | Acquisti |
| R.       | Nome             | da         | Modalità |
| -------- | ---------------- | ---------- | -------- |
| A        | Cássio           | Travnik    |          |
| P        | Guillaume Faivre | Wil        |          |
| C        | Miloš Krstić     | Jagodina   |          |
| C        | Nelson Ferreira  | Lucerna    |          |
| A        | Anatole Ngamukol | Wil        |          |
| C        | Renato Steffen   | Soletta    |          |
| C        | Luca Zuffi       | Winterthur |          |

| Cessioni | Cessioni            | Cessioni    | Cessioni |
| R.       | Nome                | a           | Modalità |
| -------- | ------------------- | ----------- | -------- |
| P        | Remo Burri          | Münsingen   |          |
| P        | David Da Costa      | Zurigo      |          |
| P        | Dragan Đukic        | YF Juventus |          |
| C        | Christian Schneuwly | Young Boys  |          |
| D        | Michael Siegfried   | Bienne      |          |
| C        | Mirson Volina       | Bienne      |          |

### Sessione invernale
| Acquisti | Acquisti    | Acquisti | Acquisti |
| R.       | Nome        | da       | Modalità |
| -------- | ----------- | -------- | -------- |
| A        | Berat Sadik | HJK      |          |

| Cessioni | Cessioni         | Cessioni     | Cessioni |
| R.       | Nome             | a            | Modalità |
| -------- | ---------------- | ------------ | -------- |
| C        | Jérémy Manière   | Bienne       |          |
| A        | Anatole Ngamukol | Grasshoppers |          |

## Risultati

### Super League

#### Prima fase, girone di andata
| Thun 14 luglio 2012, ore 19:45 CEST 1ª giornata | Thun  | 0 – 0 referto | Losanna | Arena Thun (4 496 spett.)\| Arbitro: \| Hänni \| |
| Arbitro:                                        | Hänni |               |         |                                                  |

| Arbitro: | Studer |

|  |           |                         |
|  | Marcatori | 39’ Demiri 90’ Ngamukol |

| Arbitro: | Gremaud |

|                                             |           |  |
| Schneuwly 31’ Spycher 32’ (rig.) Mayuka 55’ | Marcatori |  |

| Arbitro: | Carrell |

|                                 |           |           |
| Cássio 25’ Schirinzi 47’ (rig.) | Marcatori | 74’ Gygax |

| Arbitro: | Klossner |

|                                     |           |               |
| Streller 8’ (rig.), 31’ Stocker 43’ | Marcatori | 35’ Schirinzi |

| Arbitro: | Jaccottet |

|  |           |                     |
|  | Marcatori | 75’ (rig.) Scarione |

| Arbitro: | Hänni |

|              |           |  |
| Hajrović 44’ | Marcatori |  |

| Arbitro: | Wermelinger |

|                                        |           |  |
| Schneuwly 7’ Ferreira 66’ Ngamukol 90’ | Marcatori |  |

| Arbitro: | Kever |

|                    |           |              |
| Itaperuna 14’, 61’ | Marcatori | 42’ Ngamukol |

#### Prima fase, girone di ritorno
| Arbitro: | Carrell |

|                           |           |             |
| Ngamukol 72’ Salamand 87’ | Marcatori | 68’ Nuzzolo |

| Arbitro: | Zimmermann |

|                       |           |                      |
| Winter 5’ Andrist 82’ | Marcatori | 90’ (rig.) Schirinzi |

| Arbitro: | Erlachner |

|                           |           |                                |
| Steffen 30’ Schneuwly 64’ | Marcatori | 50’ Zuber 56’ Khalifa 59’ Toko |

| Arbitro: | Pache |

|            |           |               |
| Ghezal 43’ | Marcatori | 85’ Margairaz |

| Arbitro: | Bieri |

|            |           |  |
| Mathys 13’ | Marcatori |  |

| Arbitro: | Jaccottet |

|               |           |                                               |
| Schneuwly 89’ | Marcatori | 15’ Teixeira 28’ Jahović 46’, 77’ Kukuruzović |

| Arbitro: | Klossner |

|                                    |           |  |
| Moussilou 1’ Tafer 30’ Khelifi 78’ | Marcatori |  |

| Arbitro: | Studer |

|                              |           |                       |
| Ngamukol 5’, 88’ Wittwer 64’ | Marcatori | 32’ Frei 39’ Streller |

| Ginevra 2 dicembre 2012, ore 13:45 CET 18ª giornata | Servette       | 0 – 0 referto | Thun | Stade de Genève (7 851 spett.)\| Arbitro: \| Schüttengruber \| |
| Arbitro:                                            | Schüttengruber |               |      |                                                                |

#### Seconda fase, girone di andata
| San Gallo 13 marzo 2013, ore 18:30 CET 19ª giornata | San Gallo | 0 – 0 referto | Thun | AFG Arena (10 272 spett.)\| Arbitro: \| Jaccottet \| |
| Arbitro:                                            | Jaccottet |               |      |                                                      |

| Arbitro: | Pache |

|             |           |            |
| Steffen 81’ | Marcatori | 38’ Tréand |

| Arbitro: | Kever |

|                                                  |           |  |
| Salamand 8’ Ferreira 10’ Schneuwly 35’ Sadik 74’ | Marcatori |  |

| Lucerna 2 marzo 2013, ore 19:45 CET 22ª giornata | Lucerna | 0 – 0 referto | Thun | swissporarena (9 771 spett.)\| Arbitro: \| Graf \| |
| Arbitro:                                         | Graf    |               |      |                                                    |

| Arbitro: | Studer |

|  |           |                                                                |
|  | Marcatori | 12’ (aut.) Schindelholz 48’ Buff 55’ Drmić 62’ (rig.) Chermiti |

| Arbitro: | Hänni |

|              |           |  |
| Streller 81’ | Marcatori |  |

| Arbitro: | Kever |

|               |           |  |
| Schneuwly 34’ | Marcatori |  |

| Arbitro: | Amhof |

|                            |           |                                             |
| Moussilou 27’ Sonnerat 29’ | Marcatori | 2’ (rig.), 63’ Schirinzi 26’, 70’ Schneuwly |

| Arbitro: | Klossner |

|             |           |                    |
| Nuzzolo 15’ | Marcatori | 27’, 71’ Schneuwly |

#### Seconda fase, girone di ritorno
| Arbitro: | Pache |

|                      |           |                   |
| Demiri 60’ Zuffi 70’ | Marcatori | 26’ Park 65’ Díaz |

| Arbitro: | Erlachner |

|  |           |                           |
|  | Marcatori | 35’ Steffen 64’ Schneuwly |

| Arbitro: | Studer |

|               |           |               |
| Schneuwly 87’ | Marcatori | 64’ Muntwiler |

| Arbitro: | Kever |

|                        |           |  |
| Tréand 56’ Kouassi 70’ | Marcatori |  |

| Arbitro: | San |

|                       |           |  |
| Sadik 60’ Hediger 84’ | Marcatori |  |

| Arbitro: | Bieri |

|                                        |           |  |
| Schneuwly 4’ Wittwer 12’ Siegfried 90’ | Marcatori |  |

| Arbitro: | Hänni |

|  |           |               |
|  | Marcatori | 58’ Schneuwly |

| Arbitro: | Studer |

|                             |           |  |
| Gavranović 51’ Chermiti 83’ | Marcatori |  |

| Arbitro: | Kever |

|                       |           |                   |
| Steffen 54’ Matić 90’ | Marcatori | 28’ Afum 61’ Frey |

### Coppa Svizzera
| 15 settembre 2012, ore 17:30 CEST Primo turno | Düdingen | 3 – 4 | Thun |  |

| 10 novembre 2012, ore 17:45 CET Secondo turno | Lugano | 0 – 2 | Thun |  |

| 3 febbraio 2013, ore 14:30 CET Ottavi di finale | Wohlen | 1 – 2 | Thun |  |

| Arbitro: | Bieri |

|               |           |                |
| Schneuwly 79’ | Marcatori | 12’, 115’ Frei |

## Statistiche

### Statistiche di squadra
| Competizione   | Punti | In casa | In casa | In casa | In casa | In casa | In casa | In trasferta | In trasferta | In trasferta | In trasferta | In trasferta | In trasferta | Totale | Totale | Totale | Totale | Totale | Totale | DR |
| Competizione   | Punti | G       | V       | N       | P       | Gf      | Gs      | G            | V            | N            | P            | Gf           | Gs           | G      | V      | N      | P      | Gf     | Gs     | DR |
| -------------- | ----- | ------- | ------- | ------- | ------- | ------- | ------- | ------------ | ------------ | ------------ | ------------ | ------------ | ------------ | ------ | ------ | ------ | ------ | ------ | ------ | -- |
| Super League   | 48    | 18      | 8       | 6       | 4       | 30      | 23      | 18           | 5            | 3            | 10           | 14           | 23           | 36     | 13     | 9      | 14     | 44     | 46     | -2 |
| Coppa Svizzera | -     | 1       | 0       | 0       | 1       | 1       | 2       | 3            | 3            | 0            | 0            | 8            | 4            | 4      | 3      | 0      | 1      | 9      | 6      | +3 |
| Totale         | 48    | 19      | 8       | 6       | 5       | 31      | 25      | 21           | 8            | 3            | 10           | 22           | 27           | 40     | 16     | 9      | 15     | 53     | 52     | +1 |

### Andamento in campionato
| Giornata  | 1 | 2 | 3 | 4 | 5 | 6 | 7 | 8 | 9 | 10 | 11 | 12 | 13 | 14 | 15 | 16 | 17 | 18 | 19 | 20 | 21 | 22 | 23 | 24 | 25 | 26 | 27 | 28 | 29 | 30 | 31 | 32 | 33 | 34 | 35 | 36 |
| --------- | - | - | - | - | - | - | - | - | - | -- | -- | -- | -- | -- | -- | -- | -- | -- | -- | -- | -- | -- | -- | -- | -- | -- | -- | -- | -- | -- | -- | -- | -- | -- | -- | -- |
| Luogo     | C | T | T | C | T | C | T | C | T | C  | T  | C  | C  | T  | C  | T  | C  | T  | T  | C  | C  | T  | C  | T  | C  | T  | T  | C  | T  | C  | T  | C  | C  | T  | T  | C  |
| Risultato | N | V | P | V | P | P | P | V | P | V  | P  | P  | N  | P  | P  | P  | V  | N  | N  | N  | V  | N  | P  | P  | V  | V  | V  | N  | V  | N  | P  | V  | V  | V  | P  | N  |
| Posizione | 7 | 2 | 7 | 3 | 6 | 6 | 7 | 6 | 6 | 6  | 6  | 6  | 6  | 6  | 7  | 9  | 9  | 8  | 8  | 8  | 7  | 7  | 8  | 8  | 7  | 7  | 6  | 6  | 6  | 6  | 7  | 6  | 6  | 5  | 5  | 5  |

Legenda:

Luogo: C = Casa; T = Trasferta. Risultato: V = Vittoria; N = Pareggio; P = Sconfitta.

### Statistiche dei giocatori
| Giocatore       | Super League | Super League | Super League | Super League | Coppa Svizzera | Coppa Svizzera | Coppa Svizzera | Coppa Svizzera | Totale   | Totale | Totale      | Totale     |
| Giocatore       | Presenze     | Reti         | Ammonizioni  | Espulsioni   | Presenze       | Reti           | Ammonizioni    | Espulsioni     | Presenze | Reti   | Ammonizioni | Espulsioni |
| --------------- | ------------ | ------------ | ------------ | ------------ | -------------- | -------------- | -------------- | -------------- | -------- | ------ | ----------- | ---------- |
| K. Bigler       | 0            | 0            | 0            | 0            | 0              | 0              | 0              | 0              | 0        | 0      | 0           | 0          |
| R. Burri        | 0            | 0            | 0            | 0            | 0              | 0              | 0              | 0              | 0        | 0      | 0           | 0          |
| R. Bättig       | 20           | 0            | 5            | 0            | 1              | 0              | 0              | 0              | 21       | 0      | 5           | 0          |
| C. Cássio       | 10           | 1            | 0            | 0            | 0              | 0              | 0              | 0              | 10       | 1      | 0           | 0          |
| M. Demiri       | 28           | 2            | 5            | 0            | 1              | 0              | 0              | 0              | 29       | 2      | 5           | 0          |
| G. Faivre       | 35           | 0            | 3            | 1            | 1              | 0              | 0              | 0              | 36       | 0      | 3           | 1          |
| N. Ferreira     | 26           | 2            | 4            | 0            | 1              | 0              | 0              | 1              | 27       | 2      | 4           | 1          |
| D. Frey         | 4            | 0            | 0            | 0            | 0              | 0              | 0              | 0              | 4        | 0      | 0           | 0          |
| C. Gasser       | 1            | 0            | 0            | 0            | 0              | 0              | 0              | 0              | 1        | 0      | 0           | 0          |
| S. Ghezal       | 22           | 1            | 5            | 0            | 0              | 0              | 0              | 0              | 22       | 1      | 5           | 0          |
| D. Hediger      | 19           | 1            | 6            | 0            | 0              | 0              | 0              | 0              | 19       | 1      | 6           | 0          |
| M. Krstić       | 20           | 0            | 3            | 0            | 0              | 0              | 0              | 0              | 20       | 0      | 3           | 0          |
| B. Lüthi        | 33           | 0            | 5            | 1            | 1              | 0              | 0              | 0              | 34       | 0      | 5           | 1          |
| J. Manière      | 3            | 0            | 0            | 0            | 0              | 0              | 0              | 0              | 3        | 0      | 0           | 0          |
| S. Matić        | 13           | 1            | 1            | 0            | 0              | 0              | 0              | 0              | 13       | 1      | 1           | 0          |
| S. Mensah       | 0            | 0            | 0            | 0            | 0              | 0              | 0              | 0              | 0        | 0      | 0           | 0          |
| D. Moser        | 2            | 0            | 0            | 0            | 0              | 0              | 0              | 0              | 2        | 0      | 0           | 0          |
| A. Ngamukol     | 17           | 6            | 5            | 0            | 0              | 0              | 0              | 0              | 17       | 6      | 5           | 0          |
| D. Rebronja     | 0            | 0            | 0            | 0            | 0              | 0              | 0              | 0              | 0        | 0      | 0           | 0          |
| T. Reinmann     | 30           | 0            | 2            | 0            | 1              | 0              | 0              | 0              | 31       | 0      | 2           | 0          |
| B. Sadik        | 18           | 2            | 2            | 0            | 1              | 0              | 0              | 0              | 19       | 2      | 2           | 0          |
| M. Salamand     | 21           | 2            | 0            | 0            | 1              | 0              | 0              | 0              | 22       | 2      | 0           | 0          |
| N. Schindelholz | 16           | 0            | 3            | 0            | 1              | 0              | 0              | 0              | 17       | 0      | 3           | 0          |
| E. Schirinzi    | 33           | 5            | 4            | 1            | 1              | 0              | 0              | 0              | 34       | 5      | 4           | 1          |
| M. Schneider    | 1            | 0            | 0            | 0            | 0              | 0              | 0              | 0              | 1        | 0      | 0           | 0          |
| M. Schneuwly    | 34           | 13           | 2            | 0            | 1              | 1              | 0              | 0              | 35       | 14     | 2           | 0          |
| M. Siegfried    | 12           | 1            | 1            | 0            | 0              | 0              | 0              | 0              | 12       | 1      | 1           | 0          |
| R. Steffen      | 19           | 4            | 5            | 0            | 1              | 0              | 1              | 0              | 20       | 4      | 6           | 0          |
| M. Volina       | 5            | 0            | 0            | 0            | 0              | 0              | 0              | 0              | 5        | 0      | 0           | 0          |
| A. Wittwer      | 31           | 2            | 2            | 0            | 1              | 0              | 0              | 0              | 32       | 2      | 2           | 0          |
| A. Zenuni       | 0            | 0            | 0            | 0            | 0              | 0              | 0              | 0              | 0        | 0      | 0           | 0          |
| L. Zuffi        | 26           | 1            | 2            | 0            | 1              | 0              | 0              | 0              | 27       | 1      | 2           | 0          |
| G. Zuta         | 0            | 0            | 0            | 0            | 0              | 0              | 0              | 0              | 0        | 0      | 0           | 0          |